# Liverpool and Manchester Railway
| Bahnhof Liverpool an der Crown Street Im Hintergrund der Crown-Street-Tunnel |                      |                                                     |                                                     |
| Streckenlänge: | 56,3 km              |                                                     |                                                     |
| Spurweite: | 1435 mm (Normalspur) |                                                     |                                                     |
| Streckengeschwindigkeit: | 30 km/h              |                                                     |                                                     |
| Zweigleisigkeit: | durchgehend          |                                                     |                                                     |
| |                      |                                                     |                                                     |
| \| \| \| Liverpool Lime Street \| \| \| \| \| Lime Street Tunnel \| \| \| \| \| \| \| \| \| \| Park Lane Güterbahnhof bis 1923 Wapping \| \| \| \| \| \| \| \| \| 0 \| Crown Street Liverpool \| Crown Street Liverpool \| \| \| \| Wapping-Tunnel (2048 m) \| \| \| \| \| Crown-Street-Tunnel (266 m) \| \| \| \| \| Edge Hill Cutting \| \| \| \| \| \| \| \| \| \| Edge Hill (bis 1836) \| \| \| \| \| Edge Hill (ab 1836) \| \| \| \| \| \| \| \| \| \| The Moorish Arch \| \| \| \| \| Olive Mount Cutting \| \| \| \| \| Broad Green \| \| \| \| \| Roby Lane (heute: Roby) \| \| \| \| \| Huyton Lane (heute: Huyton) \| \| \| \| \| Huyton Quarry \| \| \| \| \| Kendricks Cross (heute: Whiston) \| \| \| \| \| Rainhill \| \| \| \| \| Lea Green \| \| \| \| \| St. Helens \| \| \| \| \| Collins Green \| \| \| \| \| Sankey-Viadukt \| \| \| \| \| \| \| \| \| \| Grand Junction Railway nach Birmingham (und London)[Anm. 1] \| \| \| \| \| \| \| \| \| \| Viaduct (heute: Earlestown) \| \| \| \| \| \| \| \| \| \| Grand Junction Railway nach Birmingham (und London) \| \| \| \| \| \| \| \| \| \| Parkside Huskisson Memorial \| \| \| \| \| Kenyon Junction \| \| \| \| \| Bury Lane \| \| \| \| \| Flow Moss Cottage \| \| \| \| \| Chat Moss \| \| \| \| \| Lamb’s Cottage \| \| \| \| \| Barton Moss \| \| \| \| \| Patricroft \| \| \| \| \| Eccles \| \| \| \| \| Cross Lane Bridge \| \| \| \| \| Ordsall Lane \| \| \| \| \| Manchester Liverpool Road \| \| |                      |                                                     |                                                     |
| Kopfbahnhof Streckenanfang |                      | Liverpool Lime Street                               | Liverpool Lime Street                               |
| Tunnel |                      | Lime Street Tunnel                                  | Lime Street Tunnel                                  |
| |                      |                                                     |                                                     |
| Betriebs-/Güterbahnhof Streckenanfang (Strecke außer Betrieb) |                      | Park Lane Güterbahnhof bis 1923 Wapping             | Park Lane Güterbahnhof bis 1923 Wapping             |
| |                      |                                                     |                                                     |
| Tunnelanfang (Strecke außer Betrieb) · Kopfbahnhof Streckenanfang (Strecke außer Betrieb) | 0                    | Crown Street Liverpool                              | Crown Street Liverpool                              |
| Strecke (außer Betrieb) (im Tunnel) · Strecke (außer Betrieb) |                      | Wapping-Tunnel (2048 m)                             | Wapping-Tunnel (2048 m)                             |
| Tunnelende (Strecke außer Betrieb) · Tunnel (Strecke außer Betrieb) |                      | Crown-Street-Tunnel (266 m)                         | Crown-Street-Tunnel (266 m)                         |
| |                      | Edge Hill Cutting                                   |                                                     |
| Abzweig geradeaus und ehemals von links · Strecke nach rechts (außer Betrieb) |                      |                                                     |                                                     |
| ehemaliger Bahnhof · Strecke von links · Strecke nach rechts |                      | Edge Hill (bis 1836)                                | Edge Hill (bis 1836)                                |
| Strecke · Bahnhof |                      | Edge Hill (ab 1836)                                 | Edge Hill (ab 1836)                                 |
| Strecke nach links · Abzweig geradeaus und von rechts |                      |                                                     |                                                     |
| |                      | The Moorish Arch                                    |                                                     |
| |                      | Olive Mount Cutting                                 |                                                     |
| Bahnhof |                      | Broad Green                                         | Broad Green                                         |
| Bahnhof |                      | Roby Lane (heute: Roby)                             | Roby Lane (heute: Roby)                             |
| Bahnhof |                      | Huyton Lane (heute: Huyton)                         | Huyton Lane (heute: Huyton)                         |
| ehemaliger Bahnhof |                      | Huyton Quarry                                       | Huyton Quarry                                       |
| Bahnhof |                      | Kendricks Cross (heute: Whiston)                    | Kendricks Cross (heute: Whiston)                    |
| Bahnhof |                      | Rainhill                                            | Rainhill                                            |
| ehemaliger Bahnhof |                      | Lea Green                                           | Lea Green                                           |
| Bahnhof |                      | St. Helens                                          | St. Helens                                          |
| ehemaliger Bahnhof |                      | Collins Green                                       | Collins Green                                       |
| Brücke über Wasserlauf |                      | Sankey-Viadukt                                      | Sankey-Viadukt                                      |
| |                      |                                                     |                                                     |
| Abzweig geradeaus und nach rechts |                      | Grand Junction Railway nach Birmingham (und London) | Grand Junction Railway nach Birmingham (und London) |
| |                      |                                                     |                                                     |
| Bahnhof |                      | Viaduct (heute: Earlestown)                         | Viaduct (heute: Earlestown)                         |
| |                      |                                                     |                                                     |
| Abzweig geradeaus und von rechts |                      | Grand Junction Railway nach Birmingham (und London) | Grand Junction Railway nach Birmingham (und London) |
| |                      |                                                     |                                                     |
| ehemaliger Bahnhof |                      | Parkside Huskisson Memorial                         | Parkside Huskisson Memorial                         |
| ehemaliger Bahnhof |                      | Kenyon Junction                                     | Kenyon Junction                                     |
| ehemaliger Bahnhof |                      | Bury Lane                                           | Bury Lane                                           |
| ehemaliger Bahnhof |                      | Flow Moss Cottage                                   | Flow Moss Cottage                                   |
| Strecke |                      | Chat Moss                                           | Chat Moss                                           |
| ehemaliger Bahnhof |                      | Lamb’s Cottage                                      | Lamb’s Cottage                                      |
| ehemaliger Bahnhof |                      | Barton Moss                                         | Barton Moss                                         |
| Bahnhof |                      | Patricroft                                          | Patricroft                                          |
| Bahnhof |                      | Eccles                                              | Eccles                                              |
| ehemaliger Bahnhof |                      | Cross Lane Bridge                                   | Cross Lane Bridge                                   |
| ehemaliger Bahnhof |                      | Ordsall Lane                                        | Ordsall Lane                                        |
| Kopfbahnhof Streckenende |                      | Manchester Liverpool Road                           | Manchester Liverpool Road                           |

Die Liverpool and Manchester Railway (L&MR) war eine Eisenbahngesellschaft in Großbritannien. Sie eröffnete 1830 zwischen Liverpool und Manchester eine Eisenbahnstrecke, die das Referenzmodell für die folgende Entwicklung der Eisenbahn weltweit wurde. Erstmals fuhren auf ihr sämtliche Züge nach festem Fahrplan, ausschließlich von Dampflokomotiven gezogen und es war zugleich die erste Strecke mit durchgehend zweigleisigem Betrieb – einem Gleis für jede Fahrtrichtung – und von Anfang an für den öffentlichen Verkehr vorgesehen.
Die Strecke ist noch heute in Betrieb, hat allerdings wegen einer später gebauten, parallel verlaufenden Strecke nur noch untergeordnete Bedeutung.

## Vorgeschichte

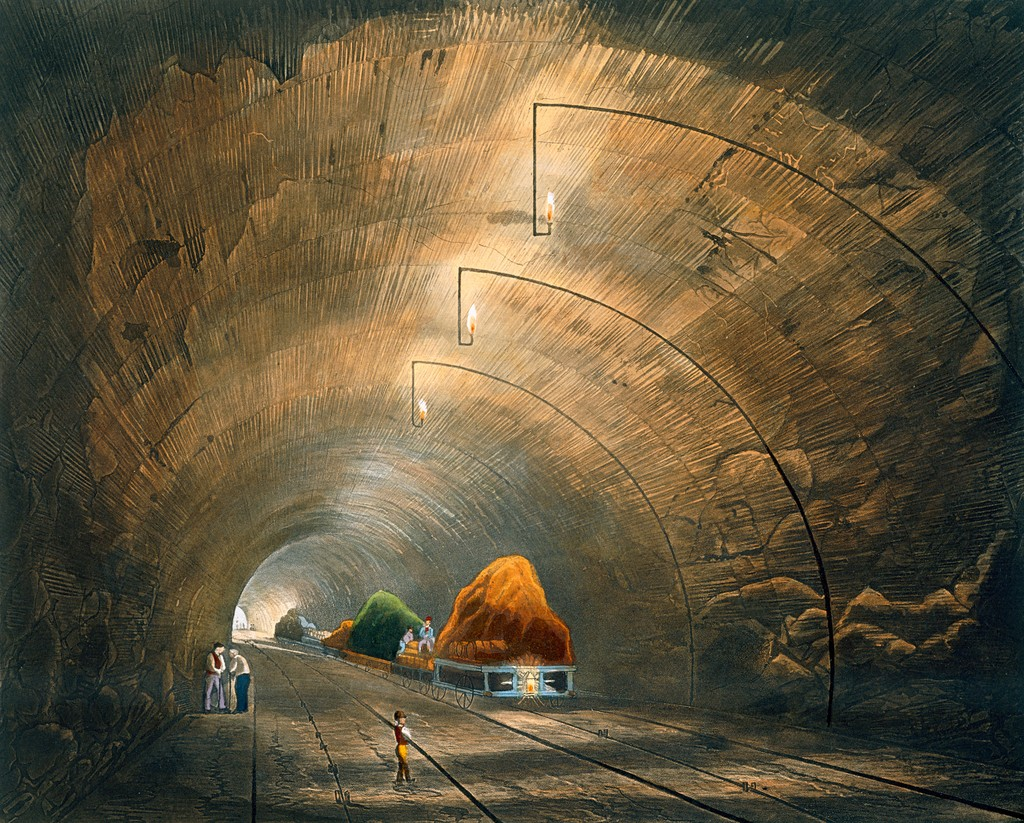
Wapping-Tunnel unter Liverpool mit Gasbeleuchtung

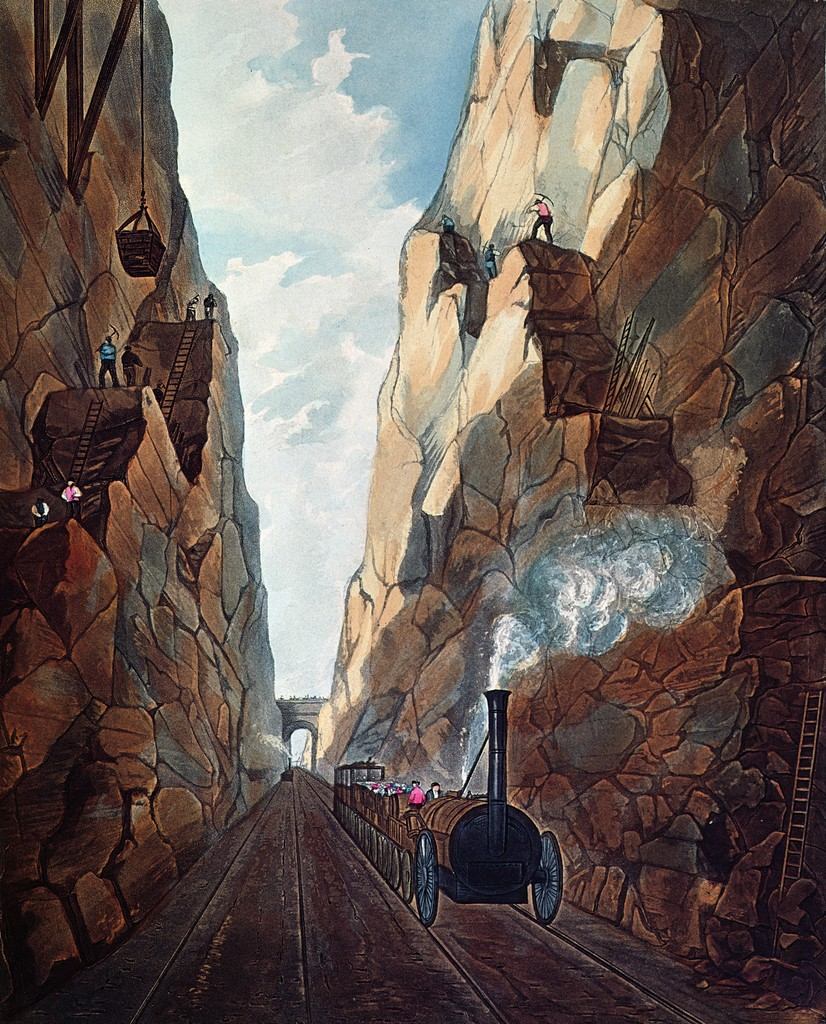
Olive Mount Cutting

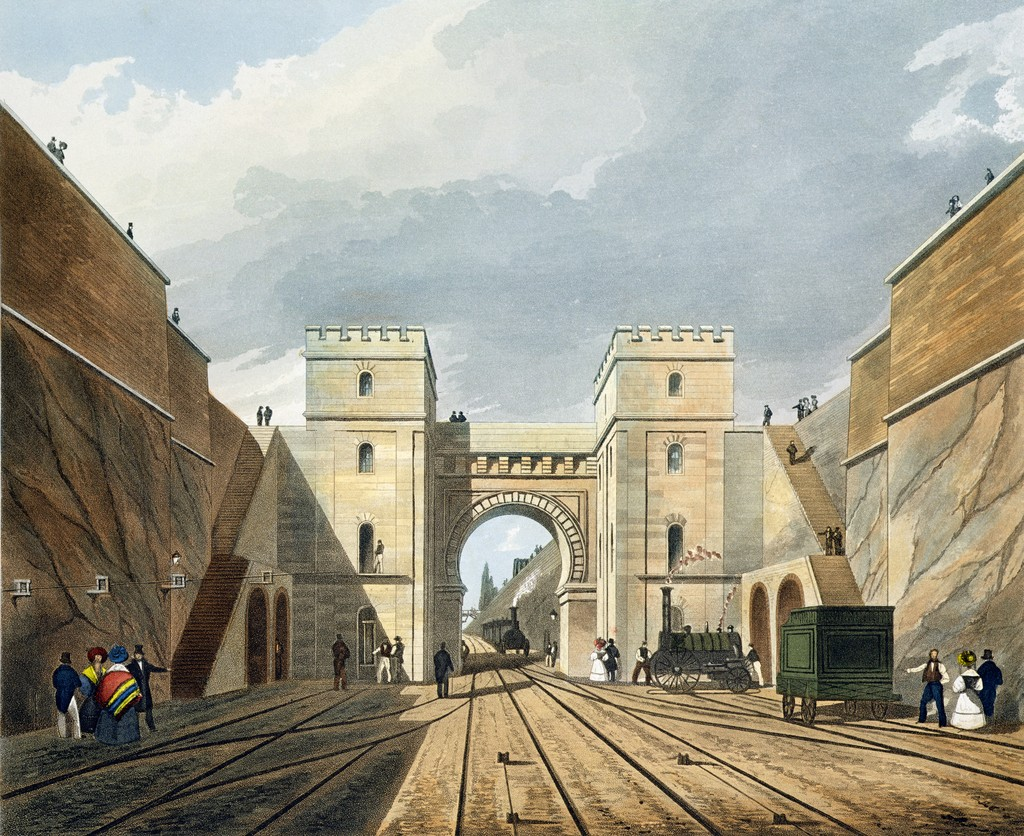
Maurischer Bogen östlich von Edge Hill

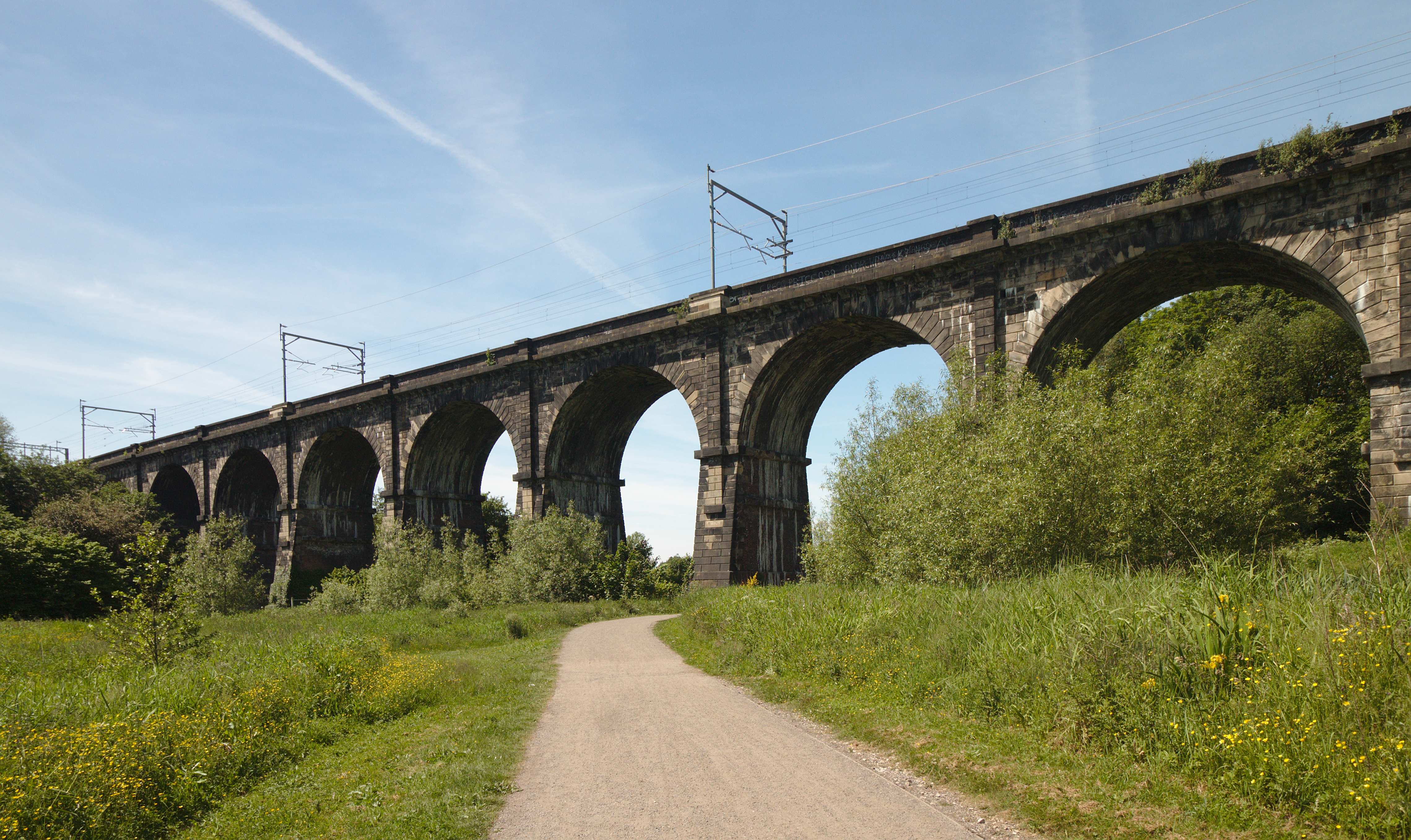
Sanskey-Viadukt

### Verkehrsgeografische Lage
Die L&MR sollte den kostengünstigen Transport von Rohstoffen und Fertigprodukten zwischen dem Hafen von Liverpool und der führenden Industriemetropole Manchester ermöglichen. Die bestehenden Narrowboat-Kanäle, die Mersey and Irwell Navigation und der Bridgewater-Kanal, waren im 18. Jahrhundert für ein viel geringeres Transportaufkommen errichtet worden. Sie ermöglichten zwar den Aufstieg Manchesters zu einem führenden Zentrum der Industrie, waren dieser Entwicklung im 19. Jahrhundert bald nicht mehr gewachsen. Anfang des 19. Jahrhunderts war ihre Kapazität ausgereizt. Weiter gab es bei Trockenheit oft wochenlange Unterbrechungen des Verkehrs. Beides verschlechterte das Verhältnis von Kapazitätsnachfrage und -angebot auf den Kanälen und schlug sich in ständig steigenden Transport-Gebühren und hohen Gewinnen für die Eigentümer, einige wenige Vertreter des Hochadels, nieder. Die bürgerlichen Vertreter von Handel und Industrie waren deshalb einer Eisenbahnverbindung gegenüber positiv eingestellt. Adel und Grundeigentümer entlang der geplanten Trasse lehnten eine Eisenbahn dagegen zum Teil vehement ab.

### Anfänglicher technischer Stand
Zu Beginn der Überlegungen für eine Eisenbahnstrecke zwischen Liverpool und Manchester gab es weder Erfahrungen mit einer so langen Eisenbahnstrecke noch Lokomotiven ausreichender Leistungsfähigkeit oder geeignete Eisenbahnschienen ausreichender Haltbarkeit. So verkehrten auf der älteren Stockton and Darlington Railway anfangs sowohl lokomotivbespannte als auch von Pferden gezogene Züge und Steigungen wurden überwunden, indem stationäre Dampfmaschinen die Züge an Seilen herauf zogen. Darüber hinaus gab es nur relativ kurze Eisenbahnstrecken – zum Teil auch schon mit Dampflokomotiven betrieben – die zu Bergwerken gehörten, Steinkohle von dort an die Kanäle fuhren und nicht dem öffentlichen Verkehr dienten. So sahen erste Planungen auch für die Bahnstrecke Liverpool–Manchester vor, ganz auf Lokomotiven verzichten und sie mit Hilfe von 21 ortsfesten Dampfmaschinen zu betreiben.
Das Gelände zwischen Liverpool und Manchester, das zu durchfahren war, war nicht unproblematisch und wies einige Steigungen auf. Anfänglich war noch nicht sicher, ob und in welchem Umfang eine Dampflokomotive mit angehängtem Zug eine Steigung überwinden konnte. Ein weiteres Problem war das große Moor von Chat Moss, das gequert werden musste. Ob eine Eisenbahnstrecke dort sicher gegründet werden konnte, war anfangs hoch umstritten.

### Finanzierung

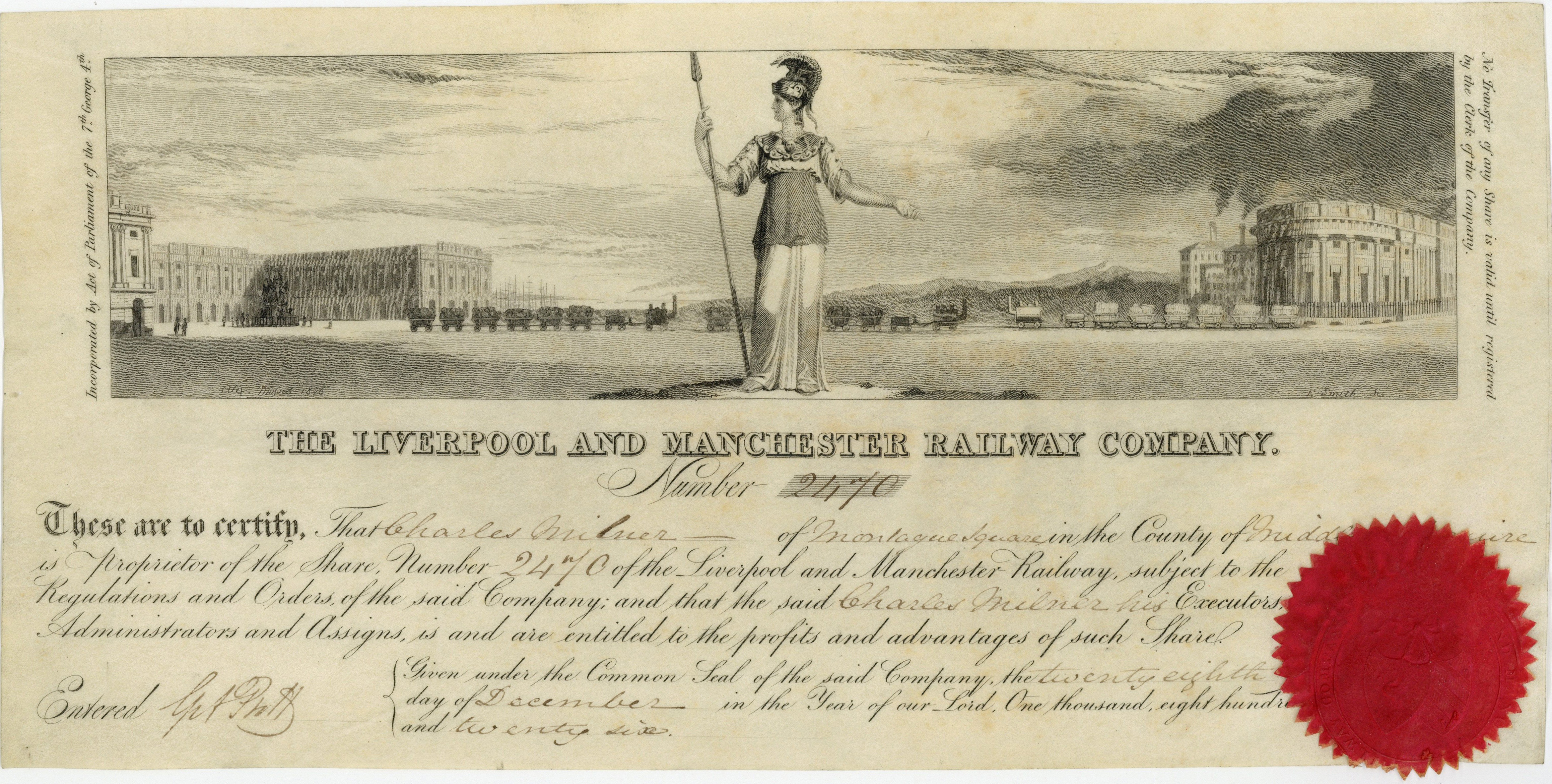
Gründeraktie der Liverpool and Manchester Railway Company, gedruckt auf Pergament, ausgegeben am 28. Dezember 1826. Die Grafik veranschaulicht die Verbindung zwischen Liverpool (links Liverpool Exchange) und Manchester (rechts Manchester Exchange) unter dem Schutz der Göttin Britannia.

Joseph Sandars, ein reicher Getreidehändler aus Liverpool, und John Kennedy, Besitzer der größten Spinnerei in Manchester, nahmen sich des Projekts an. Sie waren von den Schriften von William James beeinflusst, einem Landvermesser, der mit Grundstücksspekulationen reich geworden war. James hatte die Entwicklung der Bergwerksbahnen und der Lokomotivtechnologie in Nordengland verfolgt und schlug ein Schienennetz vor, das alle Teile des Landes miteinander verbinden sollte.
Am 24. Mai 1823 gründeten Unternehmer aus Liverpool und Manchester die Liverpool and Manchester Railway Company, die Aktien zu je 100 £ ausgab. In Liverpool zeichneten 172 Personen 1979 Aktien, in London 96 Personen 844 Aktien. 15 Aktionäre mit 124 Aktien stammten aus Manchester, 24 Aktionäre mit 286 Aktien aus anderen Teilen des Landes. Der Herzog von Sutherland war mit 1000 Aktien beteiligt. Somit gab es insgesamt 308 Aktionäre mit 4233 Aktien.

### Rechtliche Lage
Für den Bau einer Bahnstrecke musste ein Gesetz durch das Parlament verabschiedet werden, mit dem die Konzession für den Bahnbau und dafür erforderliche Enteignungen von Grundeigentum erteilt wurden.

## Bau

### Vorbereitende Arbeiten
William James und später Robert Stephenson unternahmen ab 1822 Vermessungen, um die günstigste Trasse für die Eisenbahn zu ermitteln. Durch den Widerstand der Grundbesitzer konnten sie das zum Teil nur nachts bei Fackelschein oder unter Verletzung des Betretungsverbots privater Grundstücke tun. Es kam zu handgreiflichen Auseinandersetzungen. Die Arbeit wies dadurch Mängel auf. Robert Stephenson gründete 1823 ein eigenes Unternehmen, um Dampfmaschinen zu produzieren, und unternahm anschließend eine Geschäftsreise nach Südamerika, um seine Produkte zu bewerben. James musste Insolvenz anmelden.
1824 wurde von Interessierten ein erster Prospekt für die Eisenbahn veröffentlicht, mit dem für das Vorhaben geworben und die Idee verbreitet werden sollte. Die Gesellschaft ernannte ebenfalls 1824 George Stephenson zum neuen Ingenieur. Dieser überließ wegen Arbeitsüberlastung einem Angestellten die Überprüfung der Vermessungen. Er war ein Autodidakt und sprach einen schweren nordenglischen Dialekt. Als das Parlament ab 1824 die Gesetzesvorlage zum Bau der Strecke beriet, stellte sich heraus, dass er, als er den Bahnbau im Parlamentsausschuss vertreten sollte, den juristisch vorgebildeten und ihm rhetorisch überlegenen Abgeordneten nicht gewachsen war. So entstand der Eindruck, dass die der Gesetzesvorlage zugrunde liegenden Berechnungen ungenau waren. Der Widerstand im Parlament war erheblich. Die Abgeordneten konnten sich in ihrer Mehrheit einfach nicht vorstellen, dass eine Eisenbahn dieser Dimension funktionieren könnte. So kam der Gesetzentwurf innerhalb von 10 Wochen 38 Mal auf die Tagesordnung des Parlamentsausschusses und anschließend drohte er gleichwohl im Plenum zu scheitern, worauf die Abgeordneten, die ihn eingebracht hatten, zurückzogen.
Anstelle von Stephenson, dessen Ruf durch diese parlamentarische Niederlage gelitten hatte, ernannte die Gesellschaft nun George und John Rennie als neue Ingenieure. Diese engagierten Charles Vignoles als Vermesser. Dieser vertrat dann auch die geänderten Pläne vor dem Ausschuss, als der zweite Gesetzentwurf im Parlament eingebracht wurde. Dieser erhielt die Zustimmung des Parlaments und wurde am 5. im Mai 1826 von König Georg IV. unterzeichnet. Die genehmigte Strecke wich den Grundstücken der Gegner des ersten Projekts weitestgehend aus.
Einige der konkurrierenden Schiffskanaleigentümer wurden dadurch ruhig gestellt, dass die Eisenbahngesellschaft diesen gestattete, als Aktionäre in das Eisenbahnprojekt einzusteigen. Da die Rennies inakzeptable Forderungen stellten und die parlamentarische Hürde genommen war, wurde erneut George Stephenson zum verantwortlichen Ingenieur ernannt, zusammen mit seinem Assistenten Joseph Locke. George Stephenson war mit Vignoles zerstritten und setzte 1827 dessen Entlassung durch.

### Bauarbeiten

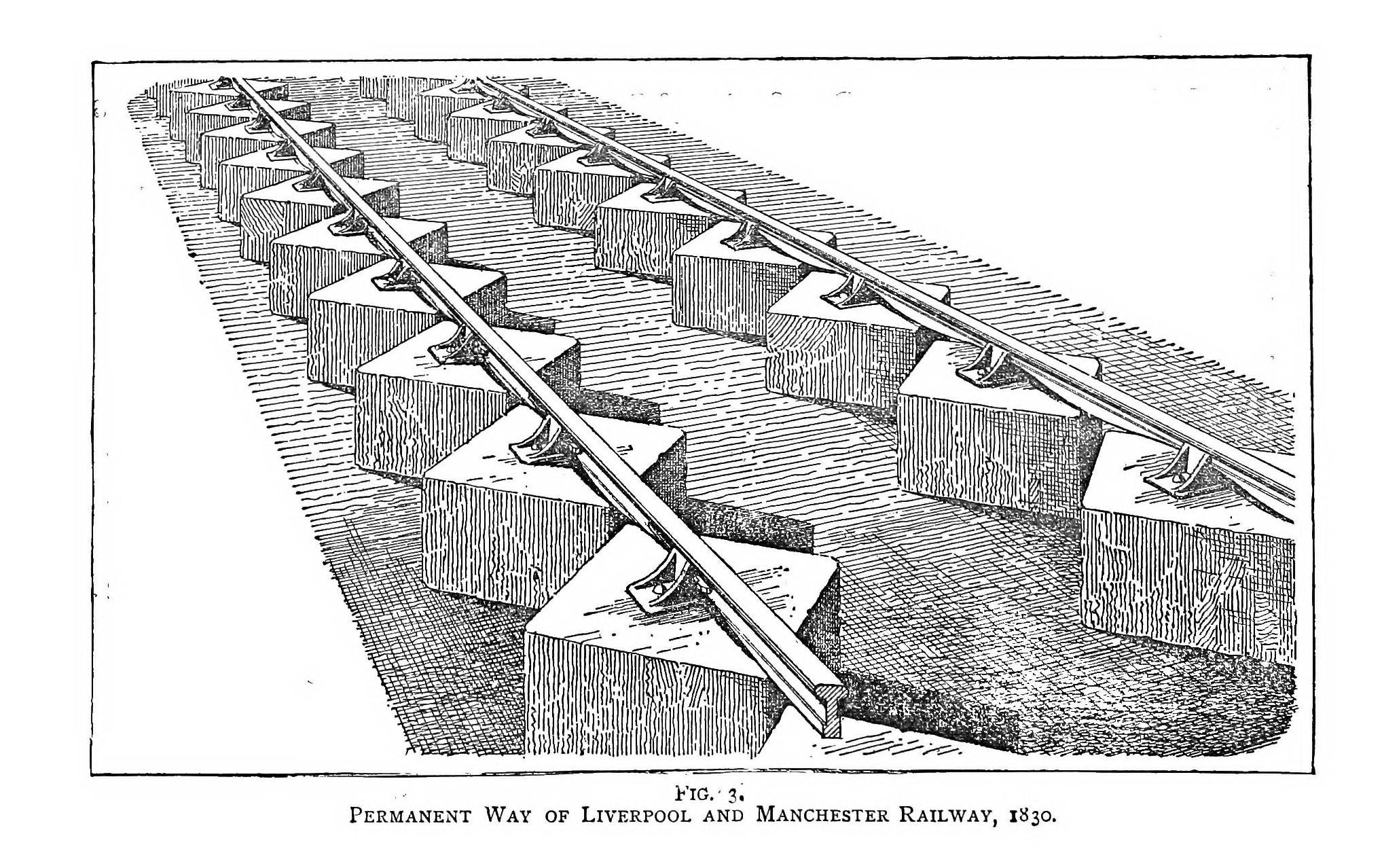
Technische Zeichnung des Oberbaus der L&MR – in der Realität war er bis zur Schienenunterkante in Schotter eingebettet.

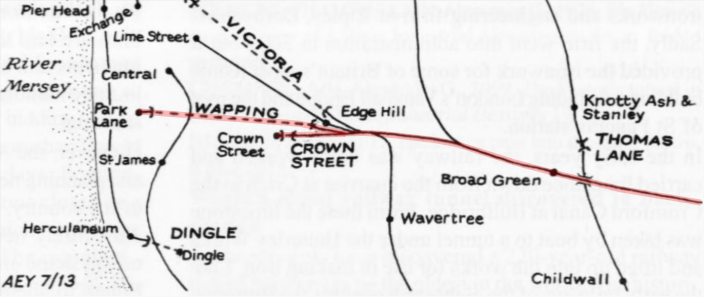
Westliches Ende der Liverpool and Manchester Railway in Liverpool

Mit einer Länge von 56,327 Kilometern war die Strecke für damalige Verhältnisse eine beeindruckende ingenieurtechnische Leistung. Sie begann am Hafen von Liverpool, wo sich der Güterbahnhof Park Lane befand und führte von hier durch den 2048 m langen Wapping-Tunnel unter dem Stadtzentrum von Liverpool hindurch zum Einschnitt Edge Hill Cut. Für den Personenverkehr wurde der Bahnhof Liverpool Crown Street gebaut. Er war über den 266 Meter langen Crown-Street-Tunnel mit dem Edge Hill Cut verbunden. Der Bahnhof an der Crown Street wurde 1836 durch den Bahnhof Liverpool Lime Street ersetzt weil seine Kapazität nicht mehr ausreichte.
Nach dem Edge Hill Cut folgten ein weiterer, 3,219 Kilometer langer und bis zu 21 Meter tiefer Einschnitt durch den Sandsteinhügel Olive Mount (Olive Mount Cutting). Die anschließenden Steigungen und Gefälle kamen ohne derartige Ingenieurbauten aus. Allerdings waren zahlreiche Brücken und Durchlässe erforderlich. Die größte Brücke war der 21 Meter hohe Sankey-Viadukt mit neun Bögen zu je 15,24 Meter über den Sankey Brook. Das größte Hindernis stellte jedoch die 7,644 Kilometer lange Querung des Chat Moss dar. Da eine Trockenlegung des Moor nicht möglich war, wurde neben einer Drainage in großem Mengen Geflechte aus Holz und Besenheide im Moor versenkt und darauf ein Damm errichtet. Insgesamt wurden 63 Brücken und Viadukte errichtet. Eine Besonderheit war die Brücke über die Water Street in Manchester. William Fairbairn und Eaton Hodgkinson errichteten sie mit gusseisernen Trägern, um den darunter verkehrenden Fahrzeugen genügend Platz zu bieten.
Anstelle der bislang gebräuchlichen Schienen aus Gusseisen wurden gewalzte Eisenschienen verbaut – eine bedeutende technische Weiterentwicklung. Die Strecke wurde von Anfang an durchgehend zweigleisig ausgeführt, da die Verantwortlichen bereits zu Planungsbeginn mit einem hohen Verkehrsaufkommen rechneten, das zwei Gleise rechtfertigte.

### Das Rennen von Rainhill
Um geeignete Lokomotiven für die Strecke zu finden, schrieb die L&MR 1829 auf Drängen von George Stephenson einen Wettbewerb aus. Dabei wurde beschrieben, welche Leistung von einer Lokomotive erwartet wurde. Die Gesellschaft lobte für eine entsprechende Maschine einen Preis in Höhe von 500 £ aus. Die daraufhin entwickelten Lokomotiven wurden im legendären Rennen von Rainhill (englisch: The Rainhill Trials) ab dem 6. Oktober 1829 getestet. Sie fuhren allerdings nicht gleichzeitig gegeneinander, sondern wurden einzeln nacheinander getestet. Sieger wurde Robert Stephensons Lokomotive The Rocket.

“Perhaps the most striking result produced by the completion of this railway, is the sudden change which has been effected in our ideas of time and space. What was quick is now slow; what was distant is now near.”

„Das vielleicht bemerkenswerteste Ergebnis, das die Vollendung dieser Eisenbahnlinie hervorgebracht hat, ist der abrupte Wandel unserer Vorstellung von Raum und Zeit. Was schnell war, ist nun langsam, und was entfernt war, ist nun nah.“

## Eröffnung

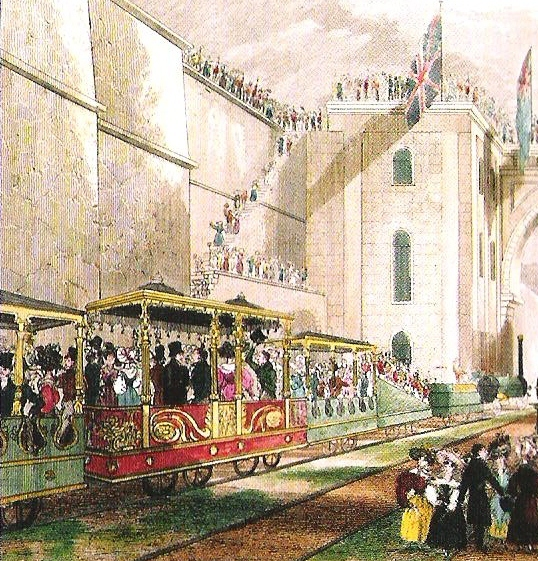
Eröffnungszug mit dem Salonwagen des Herzogs von Wellington vor der Abfahrt in Liverpool

Eröffnungsfahrt der L&MR

Die Eröffnung der Strecke erfolgte am 15. September 1830. Dazu war eigens der damalige Premierminister, der Herzog von Wellington, angereist.
Die Eröffnung wurde durch den tödlichen Unfall des Parlamentsabgeordneten für Liverpool und früheren – auch für das Eisenbahnwesen zuständigen – Handelsministers (President of the Board of Trade) William Huskisson überschattet, der im Bahnhof Parkside von der Lokomotive The Rocket überfahren wurde.

## Betrieb

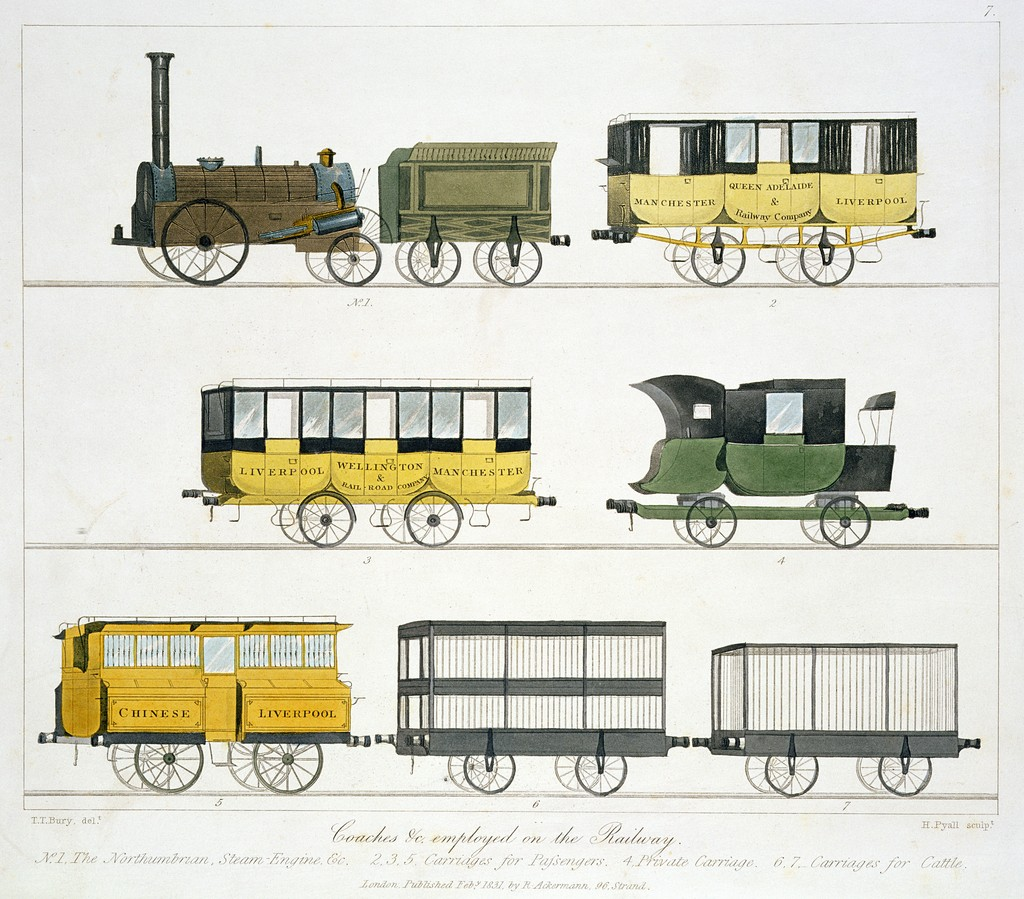
Fahrzeuge der L&MR

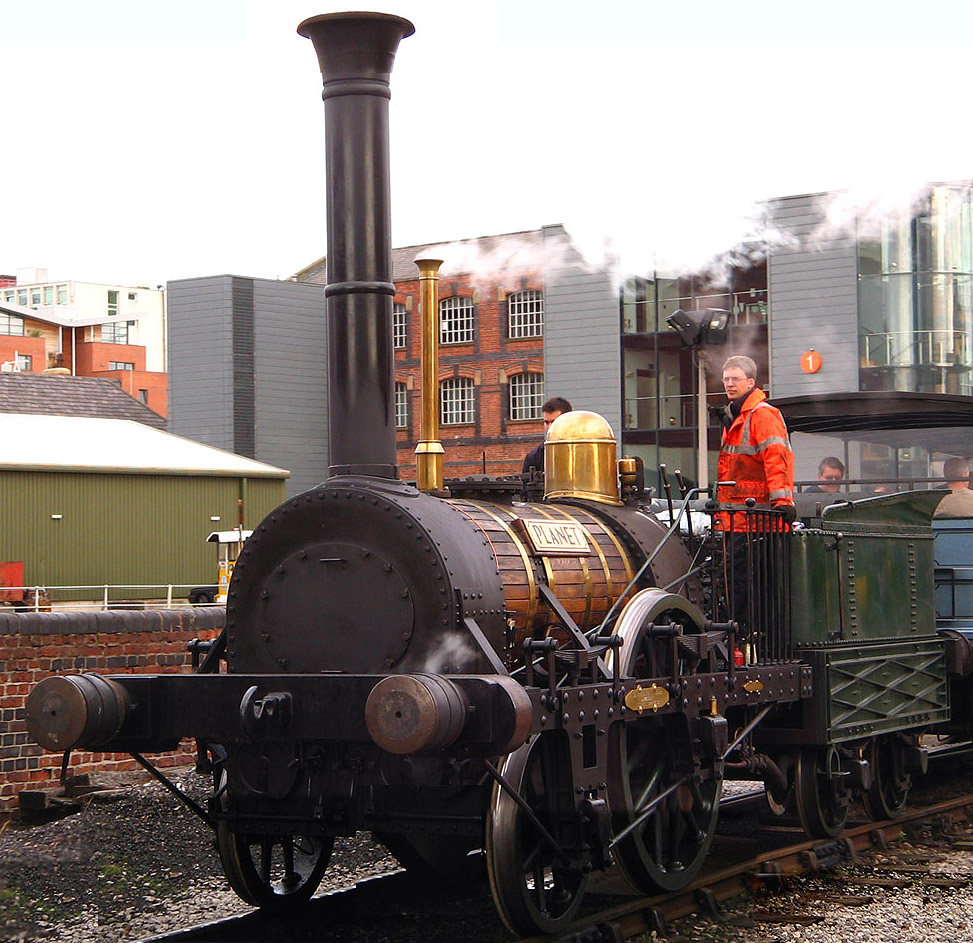
Nachbildung der Planet

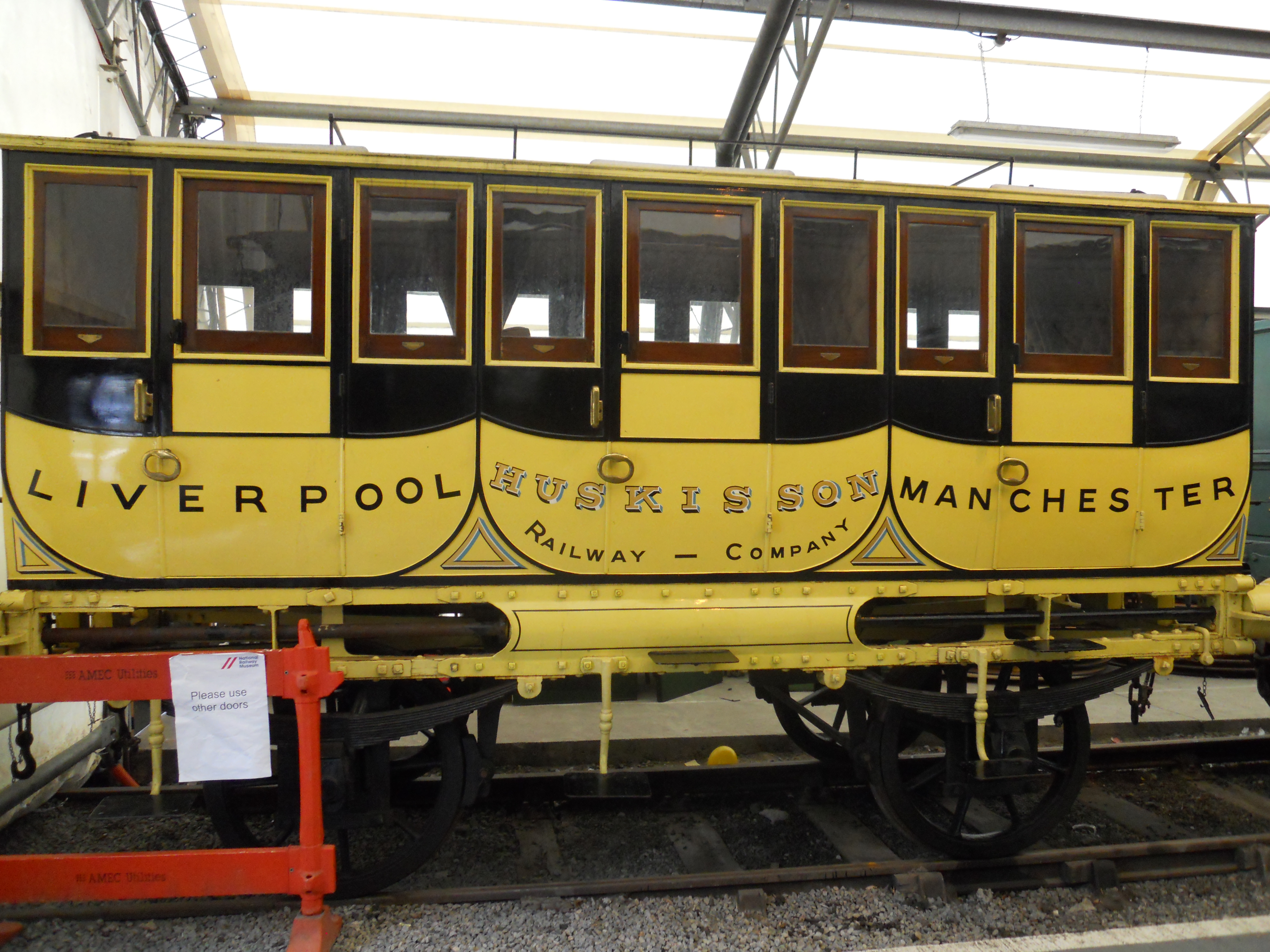
Wagen 1. Klasse von 1834

Ungeachtet des tragischen Ereignisses wurden die Erwartungen im Personenverkehr weit übertroffen. Die Reise mit dem Zug war günstiger, komfortabler und schneller als auf der Straße. Gegenüber der Fahrt mit der Postkutsche verkürzte sich die Reisezeit von vier auf eineinhalb Stunden. Anfangs verkehrten fahrplanmäßig werktäglich sechs Zugpaare, vier Zugpaare mit Wagen der 1. Klasse und zwei mit Wagen der 2. Klasse. Wenige Wochen nach Eröffnung verkehrten neben den fahrplanmäßigen Zügen erste Ausflugs- und Postzüge. Ab Sommer 1831 wurden Zehntausende zu den Pferderennen in Newton befördert. Obwohl das zugrunde liegende Gesetz nach dem Modell für öffentliche Straßen noch die Nutzung der Strecke gegen Maut auch durch private Fahrzeuge zuließ, entschloss sich die Gesellschaft schon zu Beginn dazu, die Züge ausschließlich selbst zu betreiben.
Im Güterverkehr wurde zunächst meist die längere Transportdauer auf den Kanälen in Kauf genommen. Am 4. Dezember 1830 fuhr schließlich der erste Güterzug, gezogen von der Lokomotive Planet. Er transportierte 165 Ballen amerikanischer Baumwolle, 63 Säcke Hafermehl, 200 Fässer Mehl und 34 Säcke Malz – insgesamt rund 75 Tonnen. Der Gütertransport auf der Schiene erwies sich ebenfalls als Erfolgsmodell. Als Reaktion auf die neue Konkurrenz senkten die Kanalgesellschaften ihre Frachttarife drastisch.

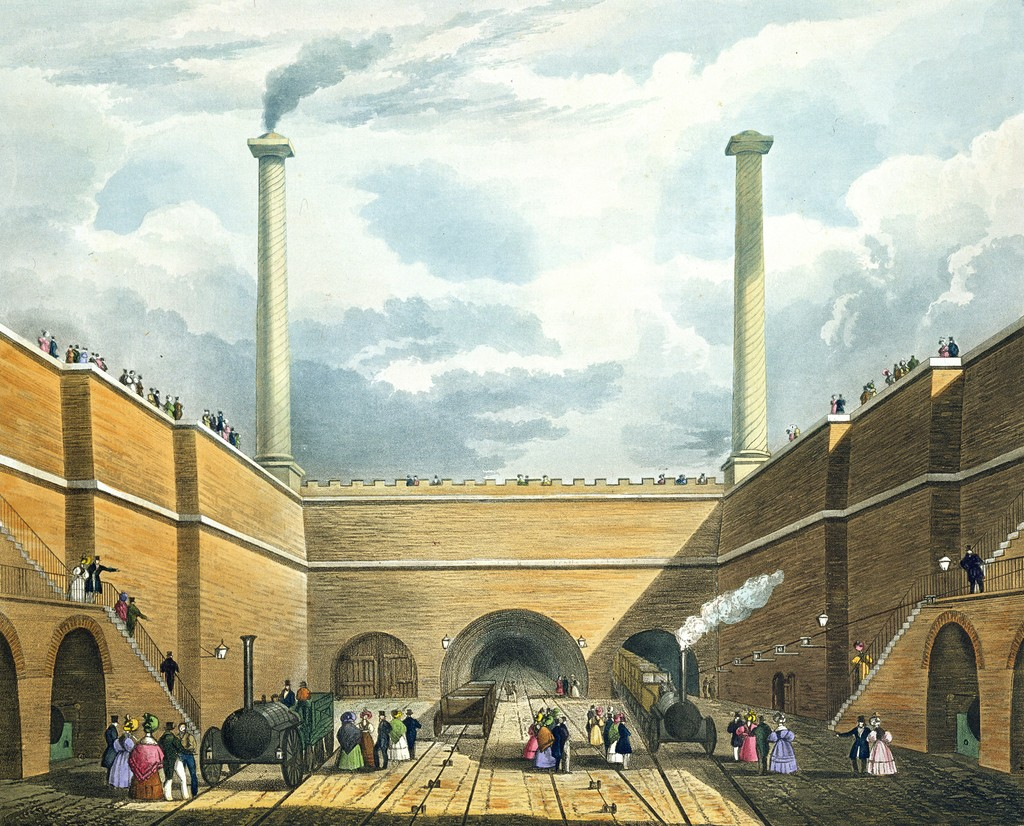
Edge Hill, Blick nach Westen. Wapping-Tunnel in der Mitte. Schornsteine der Dampfmaschinen zum Betrieb der Winden der schiefen Seilebenen.

In Liverpool endete der Lokomotivbetrieb in Edge Hill. Die Personenzüge erreichten die höher gelegene Crown Street Station – damals einfach Liverpool genannt – über eine geneigte Seilzugstrecke. Auch der Güterbahnhof Park Lane war über eine schiefe Seilebene mit Edge Hill verbunden. Die Antriebsmaschinen beider Strecken befanden sich in Edge Hill. In den Bahnhöfen wurden zwischen den Gleisen Holzplanken verlegt, um das Rangieren mit Pferden zu erleichtern.
Die L&MR führte als erste Eisenbahn Signale ein, die mit Flaggen gegeben wurden: Weiß für „Halt“, Rot für „Vorsicht“ und Violett für „freie Fahrt“. Andere Bahnen in Großbritannien und den USA folgten in den frühen 1840er Jahren diesem Beispiel. Später setzte sich die heute übliche Farbkombination Rot-Gelb-Grün durch.

## Weitere Entwicklung

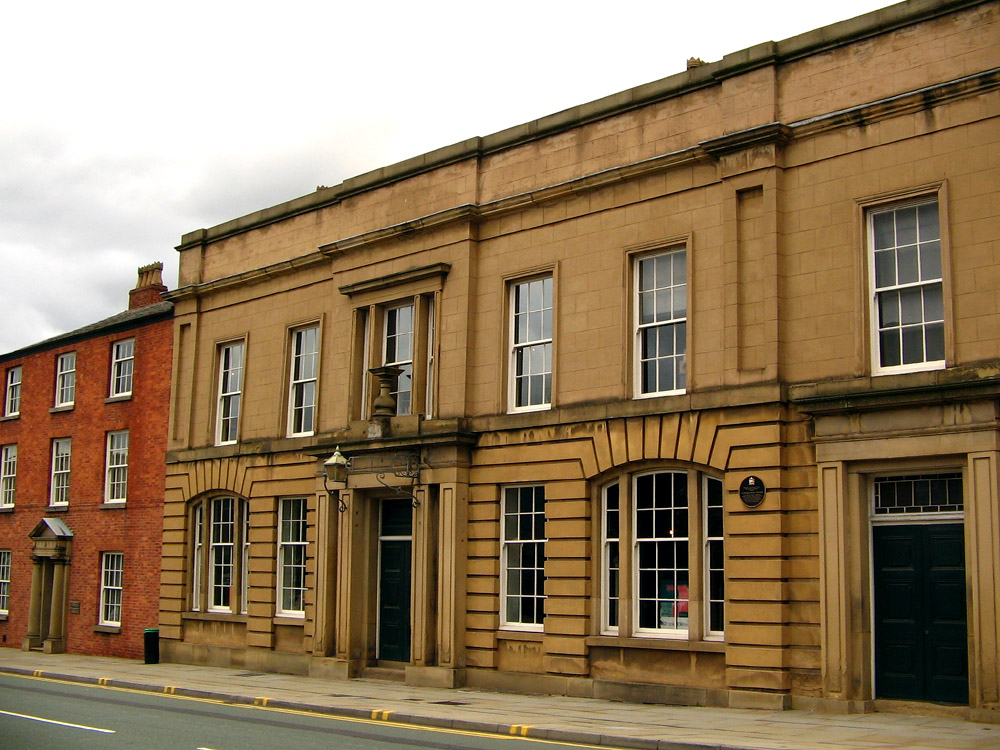
Ehemaliger Bahnhof Manchester Liverpool Road, heute Teil des Science and Industry Museum

### Unter der L&MR
Da die L&MR die erste Eisenbahn für den öffentlichen Verkehr überhaupt war, mussten beim Betrieb zunächst Erfahrungen gesammelt werden. Es gab nur wenige Unfälle, fast immer verursacht durch Unachtsamkeit von Fahrgästen oder Personen, die sich im Gleis aufhielten. Die Menschen mussten erst den Umgang mit der neuen Technik und ihren Gefahren lernen.
Am 30. Juli 1842 begannen die Arbeiten an der Streckenverlängerung von der Ordsall Road zum neuen Bahnhof Manchester Victoria. Nach der Eröffnung am 4. Mai 1844 wurde der ursprüngliche Bahnhof an der Liverpool Street geschlossen.
1845 ging die L&MR in der Grand Junction Railway auf, die wiederum ein Jahr später Teil der London and North Western Railway wurde.

### Nachfolgegesellschaften
Die ursprüngliche Strecke ist heute noch in Betrieb, allerdings ist ihre Bedeutung gesunken, weil die weiter südlich verlaufende, im Jahr 1873 vom Cheshire Lines Committee erbaute Route über Warrington heute den Hauptteil des Verkehrs zwischen Liverpool und Manchester trägt. Heute verkehren auf der ehemaligen L&MR stündlich Schnellzüge der Northern zwischen Liverpool Lime Street und Manchester Piccadilly und weiter zum Flughafen Manchester. Northern Rail betreibt auch einen stündlich verkehrenden Regionalzug, der an allen Bahnhöfen hält. Dieses Angebot wird zwischen Liverpool und Earlestown durch einen stündlich verkehrenden Regionalzug ergänzt, der weiter nach Warrington fährt. Zwischen Warrington, Earlestown und Manchester verkehren außerdem stündlich Regionalzüge von Transport for Wales/Trafnidiaeth Cymru, die von Chester und der North Wales Coast Line her kommen.